# اوا شیکولسکا
اِوا شیکولسکا (لهستانی: Ewa Szykulska؛ زادهٔ ۱۱ سپتامبر ۱۹۴۹) بازیگر اهل لهستان است.
از فیلم‌ها یا مجموعه‌های تلویزیونی که وی در آن‌ها نقش داشته‌است، می‌توان به کارگزار من، از روی عشق، گوش آقای رئیس، وابانک، یانوشیک، سیل، ترانه عاشقانه‌ای برای یانوشِک، اجاره‌نشین‌ها، حوزه استحفاظی ۱۳، کلبه جنگلی، کورشده از نور، در خوشی و سختی، طایفه، پدر متیو، عشق اول، سکسیفای و سکسمیشن اشاره نمود.